# Le Jeu (jeu télévisé)
Le Jeu, puis Score à battre (The Main Event) était un jeu télévisé présenté par William Leymergie, et diffusé du lundi au vendredi à 18h25 du 21 septembre 1992, au 26 février 1993, sur France 2.

## Historique

Logo de "Le Jeu" - 1er logo (France 2, 1992)

Le Jeu est adapté du format australien The Main Event (en) créé par Craig Johnston, distribué par Reg Grundy productions, et diffusé de 1990 à 1992 sur Seven Network. D'abord vendu à la France, le jeu sera adapté en Grande Bretagne sous le titre The Main Event, et diffusé du 1er mai 1993 au 24 juillet 1993 sur BBC 1.

Sur France 2, Le Jeu, est renommé Score à battre dès le 21 décembre 1992.

## Concept
Chaque jour, deux familles composées de quatre personnes originaires de deux villes françaises répondent de chez elles aux questions de l'animateur. Trois invités-vedettes les aident en plateau. En 90 secondes les célébrités doivent faire deviner des mîmes aux familles qui regardent sur leurs écrans de télévision. Le vendredi, les deux familles qui ont accumulé les gains les plus importants, s'affrontent en finale.